# 88 Fingers Louie
88 Fingers Louie est un groupe américain de punk rock, originaire de Chicago, dans l'Illinois. Ils jouent un style de punk hardcore, hardcore mélodique, et punk rock. Après la séparation du groupe en 1999, le guitariste Dan Wleklinski et le bassiste Joe Principe forment le groupe à succès Rise Against. Le groupe se réunit en 2009, et continue de jouer à travers Chicago, le Canada, la Belgique, Las Vegas, et Asbury Park. Le groupe joue un concert spécial 20 ans en 2013. Leur nom s'inspire d'un gangster vendeur de piano dans Les Pierrafeu.

## Biographie

### Débuts
88 Fingers Louie est formé en 1993 à Chicago, dans l'Illinois par le chanteur Denis Buckley, le guitariste Mr. Precision (Dan Wleklinski), le bassiste Joe Principe et le batteur Dom Vallone. La même année, le groupe publie son premier 7" à son propre label, Go Deaf Records. Après avoir signé au label Fat Wreck Chords, le groupe publie deux autres EP 7", intitulés Go Away et Wanted. Après avoir participé à plusieurs splits et compilations en 1994, le groupe publie un nouvel EP 10", Totin' 40's and Fuckin' Shit Up en 1995 ; le batteur Dom Vallone quitte le groupe. Ils recrutent alors Glenn Porter, puis publient leur premier album studio, Behind Bars, au label Hopeless Records le 12 septembre 1995.

### Tensions internes
Le groupe effectue plusieurs tournées, mais des tensions entre les membres font surface. Après avoir participé au split Chicago vs. Amsterdam, 88 Fingers Louie se sépare à la fin 1996 à cause des bagarres entre membres, et après que le chanteur Denis Buckley ait uriné sur le batteur Glenn Porter. Mais un nouveau single "7 est publié, The Teacher Gets it, au début de 1997. Plus tard la même année, Fat Wreck Chords publie une compilation intitulée The Dom Years.
En 1998, le groupe décide de se réunir avec un nouveau batteur, John Carroll. Le groupe publie son deuxième album, Back on the Streets, et part en tournée. Cependant, d'autres bagarres éclatent. Seulement quelques semaines après un split avec Kid Dynamite, le groupe se sépare de nouveau. Denis Buckley chantera au sein du groupe Explode and Make Up, l'ancien batteur Glenn Porter jouera avec Alkaline Trio après son départ de 88 Fingers Louie, et le nouveau batteur John Carroll jouera avec Paper Mice, tandis que Dan Wleklinski et Joe Principe formeront Rise Against.

### Retour
Les 14 et 15 août 2009, le groupe joue deux concerts à guichet fermé. Le premier s'effectue au Riot Fest, et le second au Bottom Lounge de Chicago. La formation comprend les membres fondateurs Mr. Precision (Dan Wleklinski), Denis « The Grandpa » Buckley, et John Carroll. Le bassiste Joe Principe devait les rejoindre, mais ne pourra pas à cause de ses obligations au sein de Rise Against, et est alors remplacé par le bassiste John Contreras. Glenn Porter jouera aussi cinq chansons avec eux.
L'album live, intitulé 88 Fingers Louie LIVES, est enregistré au Bottom Lounge le 15 août 2009 et mixé par Dan Wleklinski à son studio Bombshelter. En 2010, un DVD du concert est également publié. Ensuite le groupe continue ses tournées comme au festival Groezrock en Belgique et l'Amnesia Rockfest au Canada.

## Membres

### Membres actuels
- Denis Buckley – chant (1993–1996, 1998–1999, 2009–2010, depuis 2013)
- Dan « Mr. Precision » Wleklinski – guitare, chant (1993–1996, 1998–1999, 2009–2010, depuis 2013)
- John Carroll – batterie, chœurs (1998–1999, 2009–2010, depuis 2013)
- Nat Wright – basse (depuis 2013)

### Anciens membres
- Joe Principe – basse, chœurs (1993–1996, 1998–1999)
- Dominic « Dom » Vallone – batterie (1993–1995)
- Glenn Porter – batterie, chœurs (1995–1996)
- John Contreras – basse (2009–2010)

## Discographie
- 1993 : Happy Anniversary (7")
- 1993 : Go Away (7")
- 1993 : Wanted (7")
- 1995 : Totin' 40's and Fuckin' Shit Up (10")
- 1995 : Behind Bars
- 1996 : Chicago vs. Amsterdam
- 1997 : 88 Fingers Up Your Ass[5]
- 1997 : The Dom Years
- 1997 : The Teacher Gets It (7")
- 1998 : Back on the Streets
- 1999 : 88 Fingers Louie/Kid Dynamite
- 2009 : 88 Fingers Louie LIVES
- 2010 : 88 Fingers Louie Lives DVD[6]
- 2017 : Thank You For Being a Friend

## Clip
- 1999 : I've Won